# Vrabie

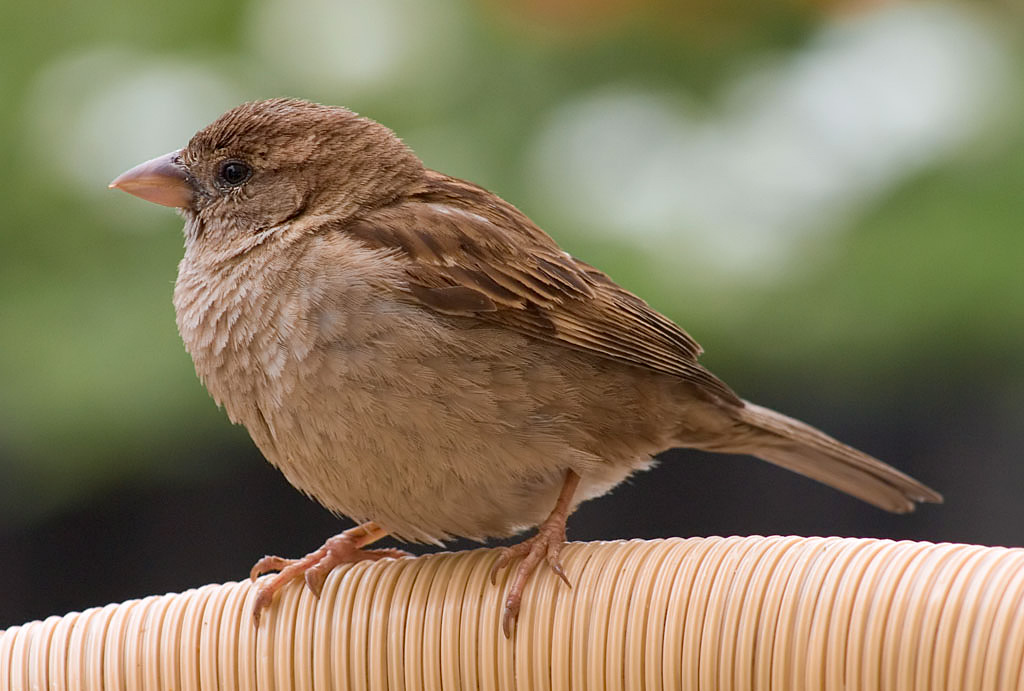
Passer domesticus

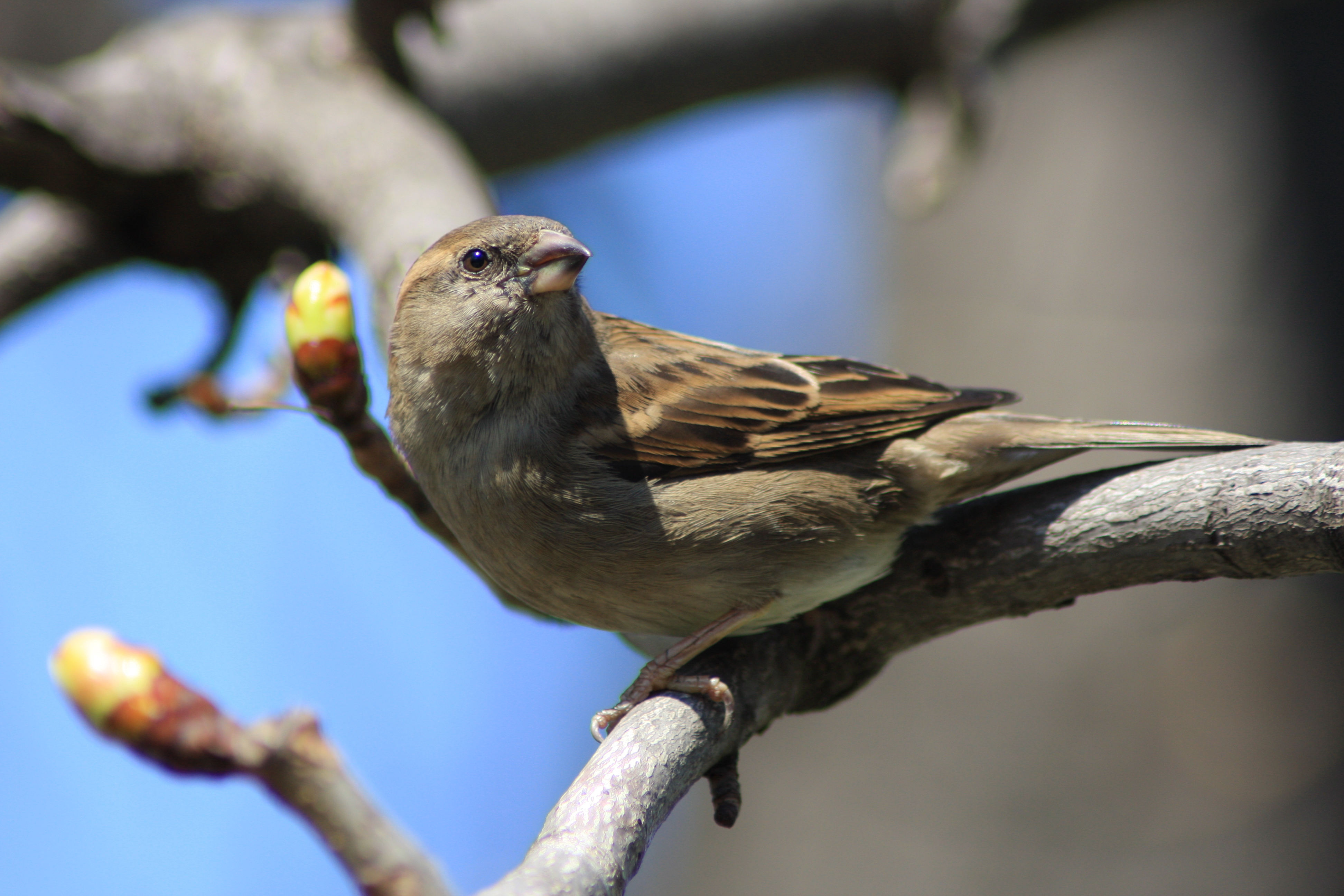
Passer domesticus

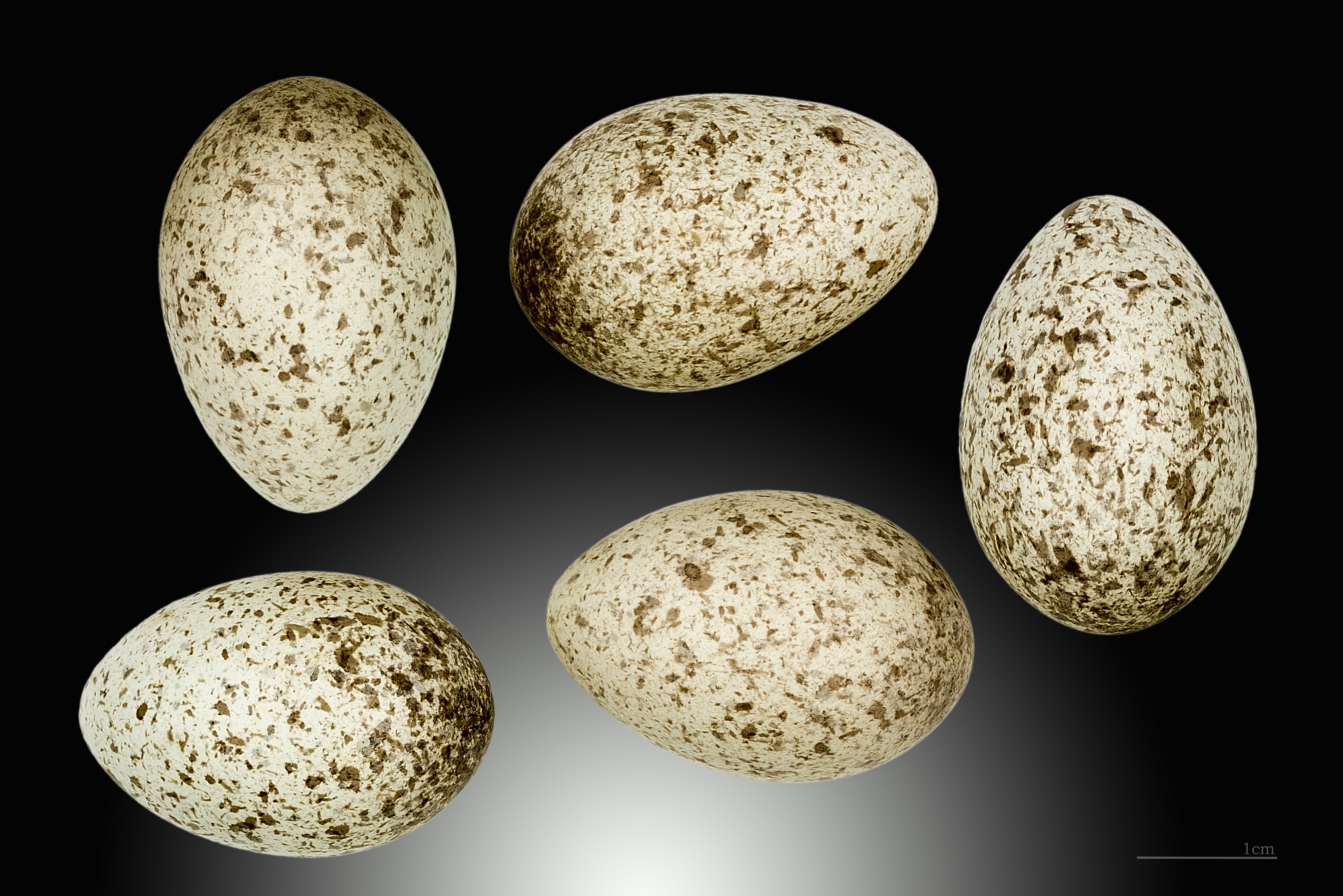
Passer domesticus domesticus

Sub numele de vrăbii se reunesc mai multe specii din familia Passeridae, ordinul Passeriformes. Ele sunt printre cele mai cunoscute și mai frecvente păsări antropofile din preajma locuințelor. Masculii au în general penajul mai colorat de un cafeniu pătat pe spate. În rest domină culoarea cenușie cu dungi mai închise, femelele fiind de o culoare cenușie striată. Vrăbiile sunt într-un număr mare în regiunile mai joase, ajungând să trăiască pe lângă așezări omenești și în regiuni muntoase. Sunt păsări sedentare. Păsările construiesc în arbori sau scorburi cuiburi sferice în care femela depune de trei ori pe an 4-5 ouă albe pătate. Ouăle sunt clocite timp de 14 zile de ambii părinți.
- în general, toate păsările din genul Passer (familia Passeridae);
- în particular, vrabia comună, europeană sau domestică, Passer domesticus
- speciile din genul Montifringilla (Passeridae), care se cunosc ca vrăbii alpine (care au de asemenea și numele de Passer italiae)
- speciile din familia Emberizidae sunt numite ocazional vrăbii. Între ele se găsesc:

- Calamospiza melanocorys de aripi albe.

- Chondestes grammacus vrabie bufon.

- Spizella atrogularis vrabia de barbă neagră.

- specii din genul Petronia, Ammodramus și Tiaris.
- Padda oryzivora (familia Estrildidae), care se cunoaște și sub numele de vrabie de orez sau de Java;
- Passerina cyanea (Cardenalidae), numita si vrabie albastră;
- cele din genul Eremopteryx, numită și vrabie alondra

## Specii din România
În România trăiesc 4 specii de vrăbii:
- Vrabie de câmp (Passer montanus)
- Vrabie de casă (Passer domesticus)
- Vrabie negricioasă (Passer hispaniolensis)
- Vrabie de stâncă (Petronia petronia)

## Specii din Republica Moldova
În Republica Moldova trăiesc 3 specii de vrăbii:
- Vrabie de câmp (Passer montanus)
- Vrabie de casă (Passer domesticus)
- Vrabie negricioasă (Passer hispaniolensis)